# آشتی‌کنان
آشتی‌کنان یک مجموعه تلویزیونی محصول سال ۱۳۸۱–۱۳۸۲ به کارگردانی مجید صالحی، نویسندگی شهاب عباسی، علی اختیاری و علیرضا مسعودی و تهیه‌کنندگی مهران رسام می‌باشد که از شبکه سه پخش شد. این مجموعه در ۳۶ قسمت ۴۳دقیقه‌ای تهیه می‌شود.

## بازیگران
- نگار فروزنده
- سید جواد رضویان
- محمدرضا هدایتی
- حسن مؤذنی
- شهاب عباسی
- اسدالله خشایار
- علی سلیمانی
- نگار استخر
- نصرالله رادش
- خشایار راد
- سلیمان خلخالی
- آرش میراحمدی
- سیاوش مفیدی
- علی سلیمانی
- محمدرضا علیمردانی
- فرهاد پورگرجانی
- مصطفی راد
- یونس یزدی
- حسین فیروزی
- امیر قدیانی
- علی سرور
- سحر خیامیان
- علیرضا خاوری
- لیلا سایمانی
- علیرضا مسعودی
- فرهاد پرناک
- رؤیا اسدی
- اشکان خشائی
- نادر سلیمانی
- حسن نظام
- مهدی میرمحمدی
- امیرحسین الهی
- بهاره جوان
- محمدرضا بهمنیار
- مجتبی به خوبی